# Iksan
Iksan (en coreano:익산시, Romanización revisada:Igsansi, léase:Íksan, literalmente: ácido) es una ciudad en la provincia de Jeolla del Norte, al sureste de la república de Corea del Sur. Está ubicada a unos 180 km al sur de Seúl y a 21 km al noreste de Jeonju. Su área es de 507.31 km² y su población total es de 308.000 (2011).
Iksan es conocida como "La ciudad de la joyería" y tiene un museo de joyería que se inauguró en mayo de 2002.

## Administración
La ciudad de Iksan se divide en 12 distritos (dong), 14 municipios (myeon) y 1 villa (eup).

## Transporte
Por la ciudad pasa la línea Janghang, que conecta el sureste del país con Seúl, y la línea Gunsan Hwamul que la conecta con otras ciudades importantes.

## Historia
Alguna vez Iksan fue capital del reino Baekje y algunos templos construidos de ese periodo continúan hoy en pie. La ciudad ha sido un importante eje de transporte y en tiempos modernos es una ciudad tecnológica.

## Ciudades hermanas
- Culver City, Estados Unidos.
- Odense, Dinamarca.
- Zhenjiang, República Popular China.

## Personajes ilustres
- Paik Gahuim, escritor
- Sunmi, cantante y artista
- Dino, cantante y bailarín